# El Condotiero
El Condotiero (título original en francés: Le Condottière) es una novela póstuma del escritor francés Georges Perec, escrita originalmente entre 1957 y 1960, pero publicada en 2012 por la editorial Seuil, en su colección «Librairie du XXe et du XXIe siècles» dirigida por Maurice Olender. La edición en castellano corresponde a una traducción de David Stacey, publicada por primera vez en la colección «Panorama de narrativas» de Editorial Anagrama en 2013.
Su protagonista es Gaspard Winckler, un destacado falsificador de cuadros de pintores famosos que ha asesinado a su jefe, Anatole Madera, tras intentar en vano acabar la que sería su obra maestra, un condotiero que haría pasar por una creación de Antonello da Messina.
El libro está dedicado a Jacques Lederer, con quien mantuvo una correspondencia desahogándose por el rechazo editorial que obtuvo la novela. Parte del contenido de estas cartas, junto con otra información editorial, se incluyen en un prólogo escrito por Claude Burgelin, quien además aporta cierta información biográfica del autor.

## Estructura
La novela está narrada con múltiples voces, saltando de la primera persona (soliloquio) a la segunda (autointerpelación) o la tercera (narración novelesca). También varía en los tiempos verbales, refiriéndose a veces al presente, otras al pasado y otras al futuro.
La obra se divide en catorce secciones no enumeradas. Las primeras de ellas se refieren sobre todo a pensamientos vertiginosos del protagonista, un artista que planea huir de su sótano-prisión. Luego de conseguir huir, hacia la mitad del libro, se da paso a un diálogo o interrogatorio más pausado entre el protagonista y un interlocutor, solo interrumpido por una confesión en primera persona del protagonista o por los ya mencionados cambios en la voz del narrador.

## Argumento
| Como muchos otros, he descendido a los infiernos y, como algunos, salí en parte. —Michel Leiris. Edad de hombre. Primer epígrafe del libro |

| Primeramente recordaré las cosas que, recibidas por los sentidos, tuve antes por verdaderas, y los fundamentos en que se apoyaba mi creencia; luego examinaré las razones que me han obligado, más tarde, a ponerlas en duda. Y, por último, consideraré lo que debo creer ahora. —René Descartes. Meditaciones. Segundo epígrafe |

Gaspard Winckler es un notable falsificador de pinturas francés de treinta y tres años de edad, que a partir de 1947 y durante doce años ha falsificado más de un centenar de cuadros de distintos pintores famosos.
Proveniente de una familia rica pero distante, vivió una juventud ociosa, en la que descubrió sus habilidades para la pintura. En 1943 y con diecisiete años de edad, conoció en Ginebra a Jérôme, quien se convirtió en su maestro. Trabajaron juntos durante dos años, para luego titularse en un año como restaurador en el Instituto Rockefeller de Nueva York. Tras pasar otros seis meses en la Escuela del Louvre, regresó a Ginebra, donde Jérôme le presentó a Rufus, director del Museo de Ginebra, para quien comenzó a trabajar como falsificador por el simple gusto de hacerlo. Hace solo dos años, Rufus le presentó a Anatole Madera, quien resultó ser el verdadero jefe del negocio. Madera y Jérôme comenzaron a trabajar juntos en 1920, siendo ambos unos veinteañeros. Rufus se había integrado al negocio en 1940, cuando tenía unos veinte años de edad.
Winckler trabajaba de incógnito, no corriendo ningún riesgo, gozando de un buen sueldo y siendo consentido con todas las comodidades; sin embargo, con el tiempo se fue dando cuenta del mundo falso, solitario y esclavizante en el que se encontraba. Temía correr el mismo destino que su maestro Jérôme, quien también fue un falsario esclavizado: luego de padecer una vejez prematura que le impidió seguir trabajando, le asignaron una pensión generosa y se retiró en Annemasse donde, abandonado y sin nada que hacer, falleció apenas dos años después, en 1958.
Hace más de un año y medio, Madera le pidió a Winckler personalmente que falsificara el cuadro de algún pintor renacentista italiano. Pese a su tedio, Winckler aceptó la solicitud, pero para esta ocasión se propuso crear una verdadera obra maestra, en lugar de solo una reproducción técnicamente perfecta. Decidió así pintar un condotiero, basándose exclusivamente en El Condotiero de Antonello da Messina. Se trasladó a la comuna francesa de Dampierre, al sótano reformado de Madera, donde trabajó durante quince meses, salvo breves descansos, soportando la impaciencia de su jefe, acostumbrado a que normalmente tardara unos dos meses en este tipo de cuadros. En medio de su aislamiento, se enteró del fallecimiento de su maestro y se distanció irreconciliablemente de su pareja parisina, Geneviève. Finalmente, el cuadro, casi acabado, no le satisfizo y lo consideró un fracaso. Desesperado, comenzó a emborracharse y para calmarlo Rufus se lo llevó de vacaciones a Gstaad, un lugar que a Winckler le pareció una mala copia de su estimada Altenberg y que no consiguió tranquilizarlo del todo.
La narración de la novela comienza con los sucesos posteriores a todo lo dicho anteriormente, en Orly, con Winckler cargando el cuerpo degollado de Madera, a quien ha asesinado a sangre fría y sin remordimientos, luego de haber decidido abandonar su trabajo con El Condotiero. Afuera del sótano en que se encuentra encerrado lo espera Otto Schnabel, el ayudante de cámara de Madera. Winckler teme que Otto intente comunicarse con Rufus y que este en venganza decida matarlo. Más tarde, el protagonista logra huir de la casa cavando un hueco en las paredes con un cincel. Llega a la casa de Streten, en París, en cuyo taller había trabajado con anterioridad. Streten le escucha y Wickler le confiesa su crimen. Ya más calmado, reconoce su ataque de euforia e irracionalidad, pues en realidad nunca había estado en verdadero peligro; pese a no lamentar la muerte de Madera, tampoco tenía una verdadera razón para matarlo. Finalmente, Winckler toma la decisión de vivir durante unos meses de sus ahorros, de abandonar su actividad como falsario y comenzar una nueva vida.

## Interés enEl Condotiero
En su libro W o el recuerdo de la infancia (1975), el propio Perec comenta la empatía que siente hacia el cuadro El Condotiero de Antonello da Messina, en parte debido a la cicatriz en el labio superior del retratado, un rasgo físico que Perec también poseía desde su infancia. Esta cicatriz resulta tan significativa para el autor, que la utilizó como sello distintivo de uno de los personajes de El secuestro (1969) y fue determinante en la elección del actor Jacques Spiesser para protagonizar su película Un homme qui dort (1974). El cuadro de da Messina aparece en dicha película y es mencionado en su libro homónimo, Un hombre que duerme (1967).

## Historia editorial
Fue escrita por Perec entre 1957 y 1960 en París, Navarrenx y Druyes-les-Belles-Fontaines. Fue considerada su primera obra terminada, hasta la publicación también póstuma de El atentado de Sarajevo, escrita en 1957, a sus 21 años de edad.
El Condotiero cambió varias veces de título, tamaño y contenido. Una primera versión se tituló La Nuit, que luego se transformó en Gaspard, cuya primera versión, de unas trescientas cincuenta páginas, fue rechazada por Luc Estang para la editorial Seuil. Una nueva versión, esta vez con el nombre de Gaspard pas mort, de la que solo se conservan pequeños fragmentos, se acercaba más a la estructura de El Condotiero: un niño de Belleville (barrio de París donde el autor vivió con sus padres su primera infancia) anhela convertirse en un falsario famoso, pero fracasa en la copia de un Giotto y por ello debe huir de la policía. La trama de esta versión era difícil de comprender, y su estructura parecía compleja, al estar conformada por subdivisiones en potencias de dos: 22=4 partes de 24=16 capítulos, 26=64 subcapítulos y 28=256 párrafos. Una de estas versiones de Gaspard pas mort contó con la aprobación de Georges Lambrichs, director de la colección «Le Chemin» de Éditions Gallimard. Gracias a Lambrichs, en mayo de 1959 se le dio a Perec un anticipo de setenta y cinco mil francos para que redondeara su novela. De esta instancia surgió el primer manuscrito de El Condotiero en su versión actual, de unas ciento cincuenta y siete páginas mecanografiadas. Algunos extractos de un manuscrito de Gaspard pas mort o Le condottiere escrito entre 1958 y 1959 se publicaron previamente en Parcours Perec (1990).
La versión definitiva fue escrita con varias detenciones, en parte debidas al desánimo por los rechazos previos, a su proyecto de la revista La Ligne générale y sobre todo al servicio militar que debió realizar entre enero de 1958 y diciembre de 1959. Pese a todos estos cambios, la primera frase del libro («Madera pesaba») se mantuvo desde las primeras versiones. Finalmente, El Condotiero fue nuevamente rechazado en diciembre de 1960, mientras Perec se encontraba con su esposa en Sfax, lo que provocó en él una enorme decepción. Poco después de esta versión, que es la que se conoce, el autor intentó nuevamente publicar en 1961 una variación titulada J'avance masqué. Este manuscrito, que se ha perdido, fue nuevamente rechazado por Gallimard. Más tarde, durante una mudanza en 1966, se perdieron varios otros manuscritos, incluidos los de esta novela. Perec creyó hasta su muerte que las copias de esta obra se habían perdido por completo.
Pese a lo anterior, el traductor y biógrafo de Perec al inglés, David Bellos, mientras a principios de 1990 investigaba material biográfico del autor para su libro Georges Perec, une vie dans les mots (1994), encontró algunos duplicados de manuscritos del autor aparentemente perdidos, entre ellos dos copias de El Condotiero. La primera copia la encontró en casa del experiodista de L'Humanité Alain Guérin. La segunda copia fue una de las varias que entregó Perec a sus amigos en el tiempo en que estaba trabajando en el proyecto de la revista La Ligne générale. El propio Claude Burgelin había recibido una de estas copias, más extensas que la versión final publicada, donde Perec extendía la excavación de Winckler y este huía por un pasadizo subterráneo.

## Recepción y crítica
A Claude Burgelin, autor del prólogo de la obra, la versión anterior y extendida de esta novela inicialmente no le gustó y no acabó por entenderla. En cuanto a la versión finalmente publicada, considerándola en retrospectiva, la consideró una relectura reveladora y «excitante», un texto «rudo y sofisticado, rudo e iluminador», emparentado con la novela policíaca.
Una vez publicada, la novela obtuvo una positiva recepción en la crítica especializada. Christine Montalbetti en Le Monde destacó esta obra prematura de Perec como una manera de acercarse a la biografía del autor desde una nueva perspectiva. Baptiste Liger, para la revista Lire, también destaca sus guiños de novela policíaca y su carácter lúdico y existencial, tan característicos en sus novelas futuras. Philippe Lançon para Libération reconoce en ella un primer intento del autor por aproximarse a lo que más adelante serían sus obras maestras. Tiphaine Samoyault, para La Quinzaine littéraire, relaciona esta novela y el resto de su obra con la de Jorge Luis Borges.

## Análisis de la obra
Este libro póstumo pero escrito en los comienzos de la carrera literaria de Georges Perec, aporta varios antecedentes sobre sus libros siguientes. El tema de la impostura es utilizado por el autor más tarde en el resto de su obra, especialmente en libros como La vida instrucciones de uso y El gabinete de un aficionado. El nombre de Gaspard Winckler, por su parte, vuelve a aparecer en W o el recuerdo de la infancia y La vida instrucciones de uso. El tedio y el existencialismo también vuelven a aparecer en Un hombre que duerme, mientras que «el desafío de la proeza imposible», en El secuestro, Les Revenentes, La vida instrucciones de uso, El gabinete de un aficionado, entre otros. El uso del espacio físico como «prisión mental» también se replicó en Un hombre que duerme, La vida instrucciones de uso y algunos otros relatos.
Para Claude Burgelin, «El Condotiero es el relato de una liberación» precedida por «la narración de un fracaso», así como «el relato de una venganza, como en La vida instrucciones de uso» lo es la relación entre aquel Gaspard Winckler artesano y el frío multimillonario Percival Bartlebooth, que asume un rol semejante al de Anatole Madera, cuyo nombre a su vez es significativamente parecido al de Antonello da Messina. El propio autor esperaba que se leyera como una «toma de conciencia».
El asesinato para el protagonista es aquí un acto liberador, totalmente opuesto al absurdo de El extranjero de Albert Camus. Gaspard Winckler, como armador de rompecabezas a partir de obras ajenas y diversas, es una «precursor» del propio escritor Georges Perec, el cual crea libros en lugar de cuadros. En «Los lugares de un ardid», texto del libro Pensar/Clasificar referido a su psicoterapia, el autor se asemeja a Winckler en su deseo liberador de enfrentarse a algo que solo haya sido hecho para él mismo.
Burgelin también destaca el pasado sin raíces del protagonista, así como las elocuentes menciones a lo largo de la obra a los campos de concentración, los guetos y Yugoslavia, que lo emparentan con la infancia del autor de familia judía.